# Porto-Novo
Pour les articles homonymes, voir Portonovo, Porto Novo (Cap-Vert) et Porto Novo (Port au Cap-Vert).

Porto-Novo est la capitale du Bénin, située dans le sud du pays, près de la côte Atlantique.

## Géographie

### Topographie
Porto-Novo est située dans le sud du Bénin, à 13 kilomètres de l'Océan Atlantique, dont elle est séparée par une lagune. Son altitude est d'environ 245 mètres et elle couvre 52 km2.
Elle se trouve à 30 kilomètres de Cotonou à l'ouest, la capitale économique, et 12 kilomètres de la frontière nigériane à l'est. Les communes limitrophes sont Apro-Missérété, Avrankou et Adjarra au Nord, Sèmè-Podji au Sud, Adjarra à l'Est et Aguégués à l'Ouest.

### Climat
La ville connaît un climat tropical humide particulier appelé climat sous-équatorial, avec quatre saisons, deux sèches (de novembre à mi-mars et de mi-juillet à mi-septembre) et deux humides (mi-mars à mi-juillet et mi-septembre à mi-novembre). L'humidité est importante (75 %), les températures varient entre 21,9 °C et 32,8 °C, la pluviométrie est en moyenne de 1 200 mm par an. L'harmattan souffle de décembre à janvier un vent froid et sec.

### Géographie administrative
La municipalité de Porto-Novo est divisée en cinq arrondissements : 1er, 2ème, 3ème, 4ème et 5ème.
Ces arrondissements sont subdivisés en quartiers.

## Toponymie
Nommée « Hogbonu » par les Adjas, et « Adjatchê » par les Yorubas, en 1730, le Portugais Eucaristo de Campos nomme la ville Porto-Novo (« Nouvelle-Porto ») à cause de sa ressemblance avec la ville de Porto, nom gardé par les explorateurs puis les colonisateurs européens. Une autre explication est avancée : Porto Novo désigne le ''nouveau port'' de traite d'esclaves fondé en 1750 par les marchands qui voulaient échapper aux taxes imposées à Ouidah par le roi d'Abomey.

## Histoire

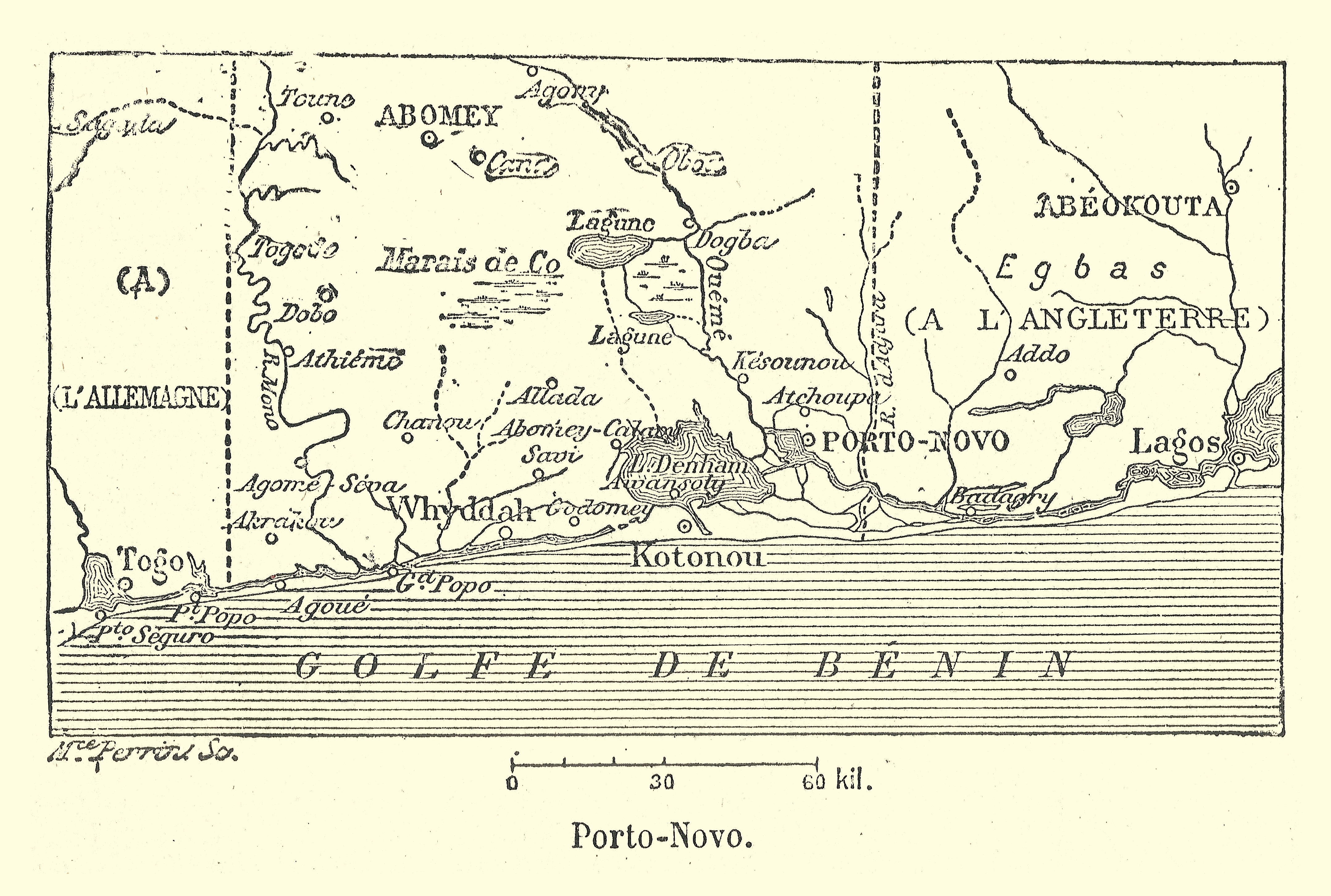
Carte de F. Schrader de 1894.

Un mythe rapporté par la tradition orale veut que la ville ait été fondée par trois chasseurs yoruba venus du Nigeria. Cette tradition est difficile à relier à des faits historiques établis. Les historiens s'accordent à dire que la ville de Porto-Novo a été fondée dans le courant du XVIe siècle par des princes Aja du royaume Ardra dans une zone peuplée de pêcheurs tofinnu sur les rives du lac Nokoué. Le royaume Ardra se sépare en deux : d'une part la grande Ardra (situé autour d'Allada), d'une autre la petite Ardra (situé dans l'actuelle Porto-Novo). 
Après la prise d'Allada par le royaume d'Abomey en 1724, un nouveau royaume se reconstitue autour de Porto-Novo sous le nom de « Hogbonu » ou « Xogbonu » (xɔgbonu en ayizo-gbe). Porto-Novo agit comme successeur du royaume d'Allada et héberge la précédente dynastie régnante. Il est probable que la première branche dynastique qui fonde Porto-Novo à la fin du XVIIe siècle laisse place à la dynastie royale d'Allada pour gouverner Porto-Novo après la chute d'Allada en 1724. Cependant ces informations restes floues car elles reposent essentiellement sur les différentes traditions orales récoltées qu'à partir de la fin du XIXe siècle.
Aux XVIIIe et XIXe siècles, la ville connaît un grand essor commercial grâce à sa proximité avec l'océan atlantique sur lequel elle ouvre un port de plus en plus prospère. Elle est utilisée comme débouché par l'Empire d'Oyo. En 1730, le Portugais Eucaristo de Campos nomme la ville « Porto-Novo » (Nouveau Porto) à cause de sa ressemblance avec la ville de Porto. Les relations avec le Portugal et l'Europe sont nombreuses à cause de la traite négrière qui enrichit considérablement la cité. À la fin du XIXe siècle, la ville compte environ 15 000 habitants et une forte densité.
En 1863, le roi Sodji signe un traité de protectorat avec les Français. Un second protectorat plus contraignant est conclu le 4 avril 1882 par le roi Toffa 1er, marque la présence de l’installation de l’administration coloniale française. Le 22 juin 1894, les Français créent la colonie du Dahomey, Porto-Novo en devient la capitale, marquant ainsi la fin de l'indépendance de la cité,.

Iconographie coloniale.
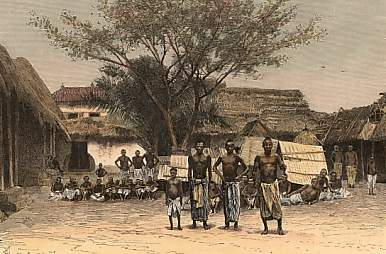
« Groupe de Naturels » (Pranishnikoff, 1887).
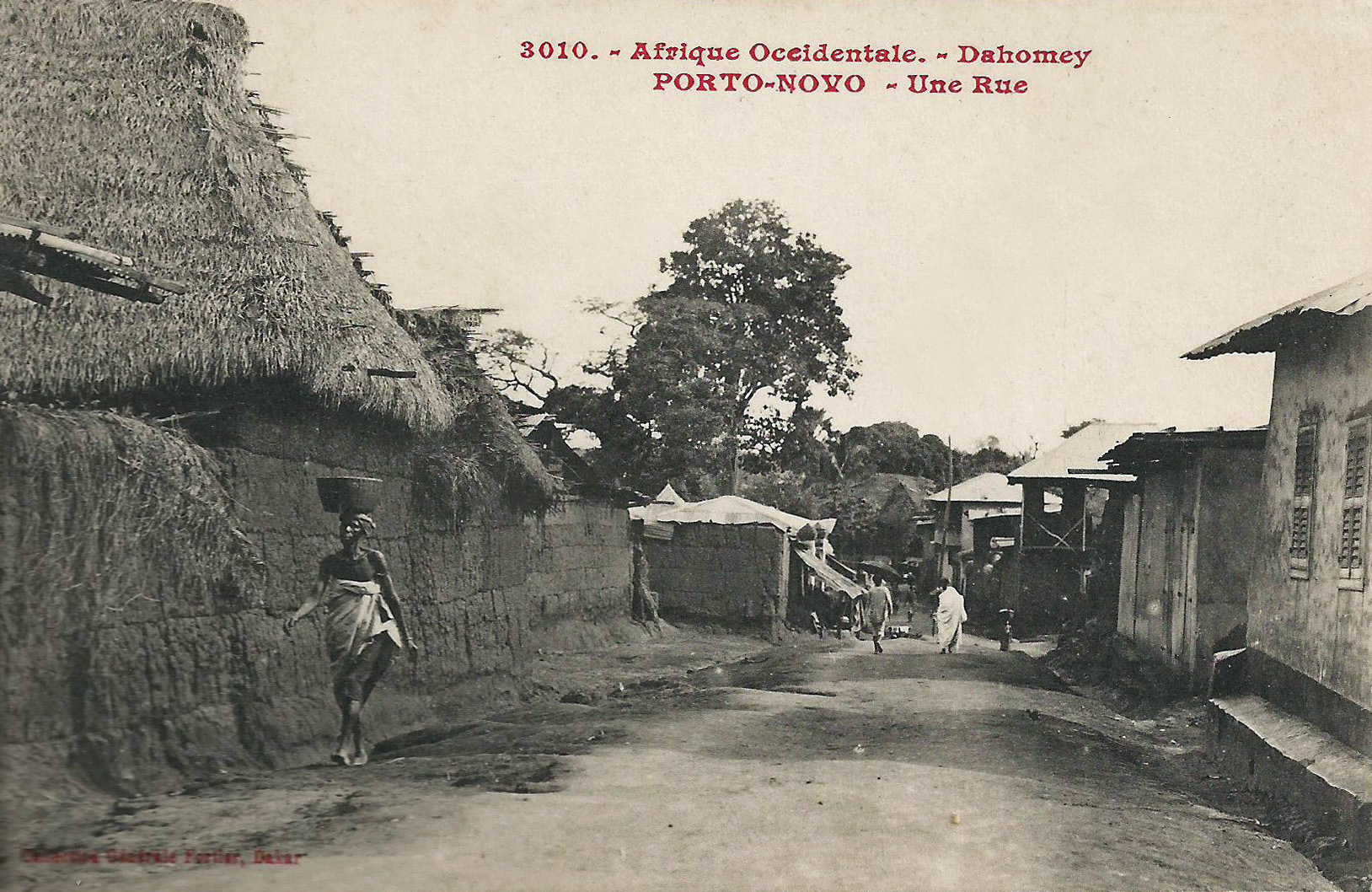
« Une rue » (Fortier, 1908).
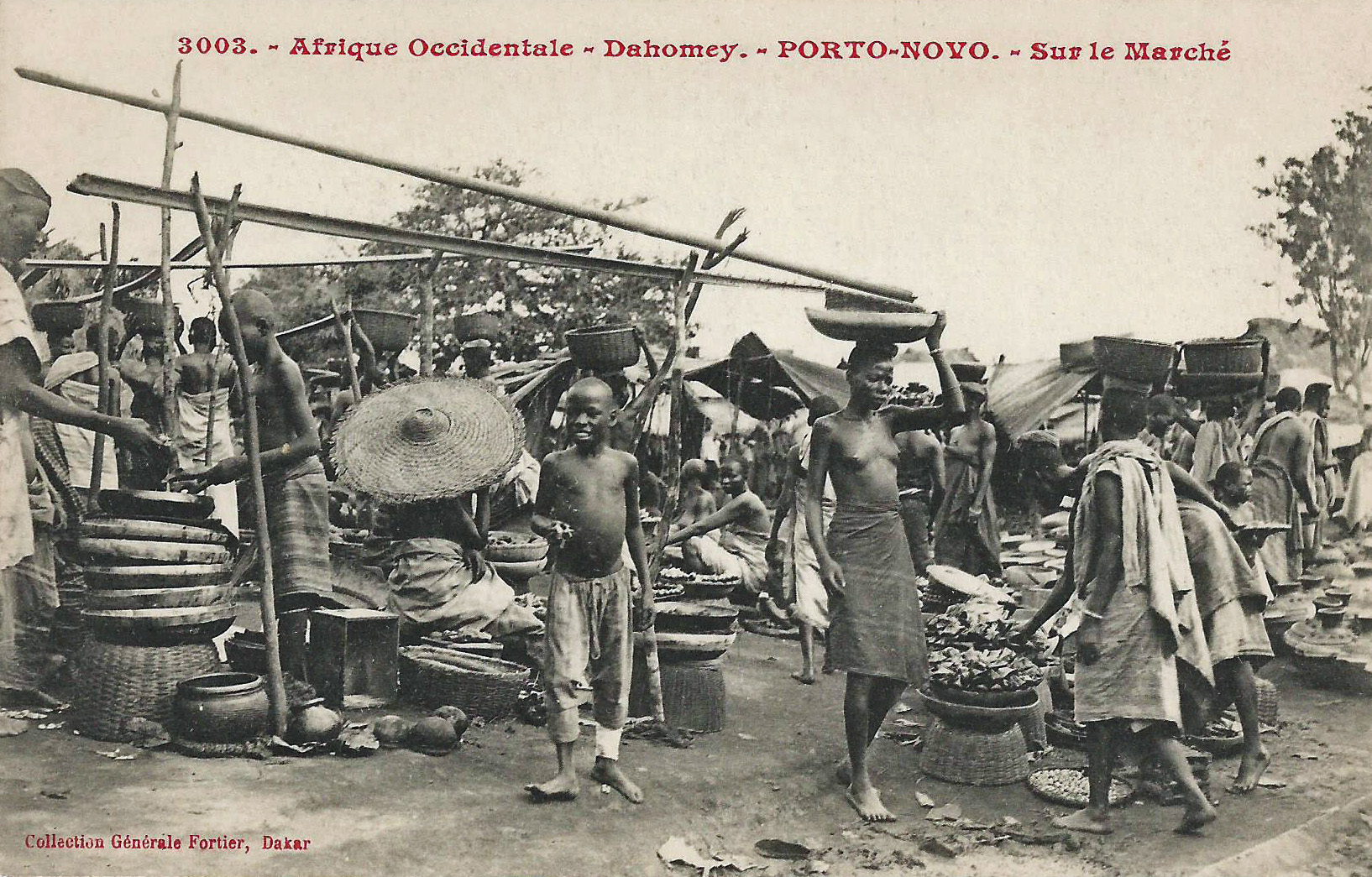
« Sur le marché » (Fortier 1908).
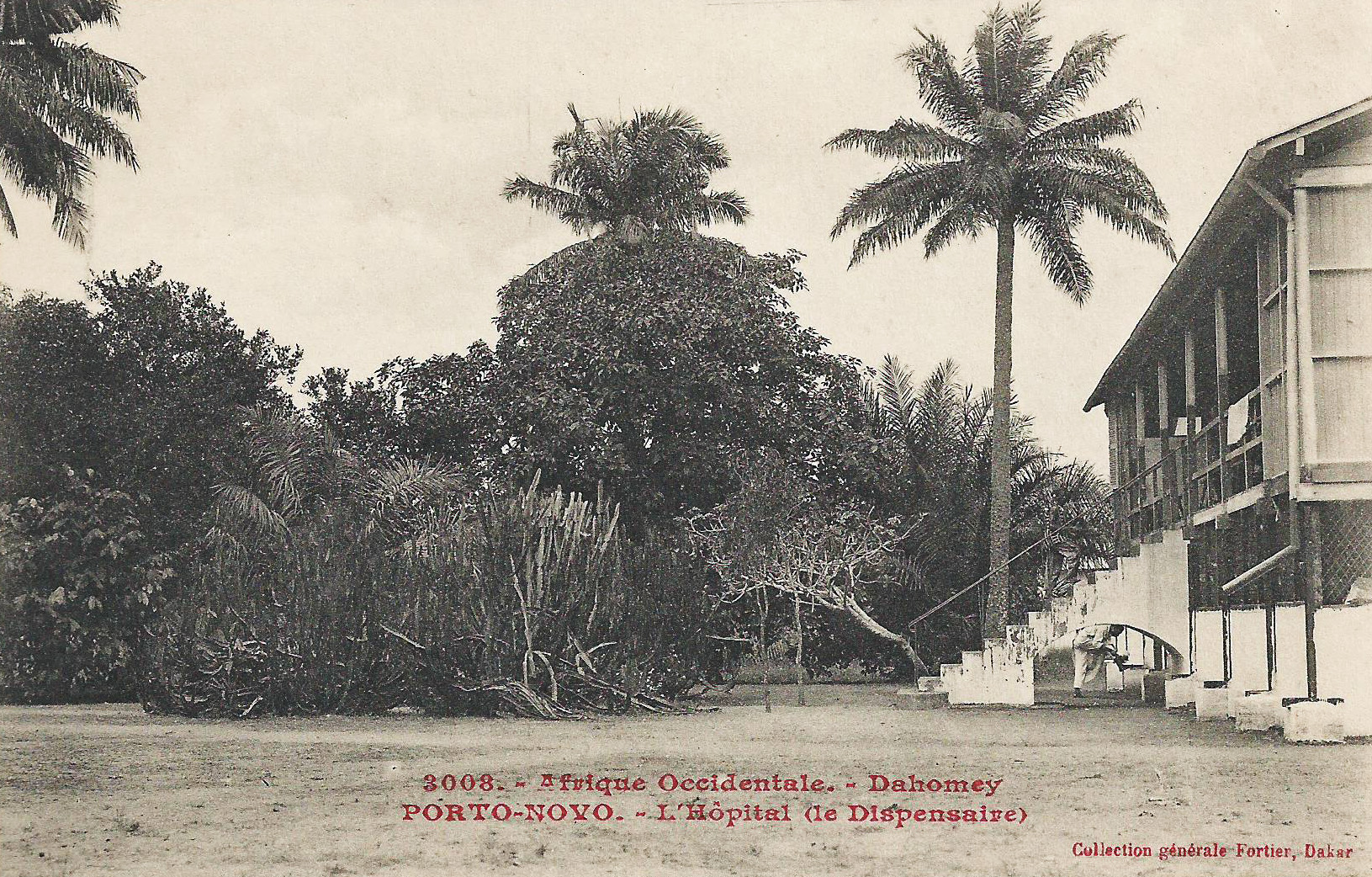
« L'hôpital (Le dispensaire) » (Fortier 1908)

### Liste des rois

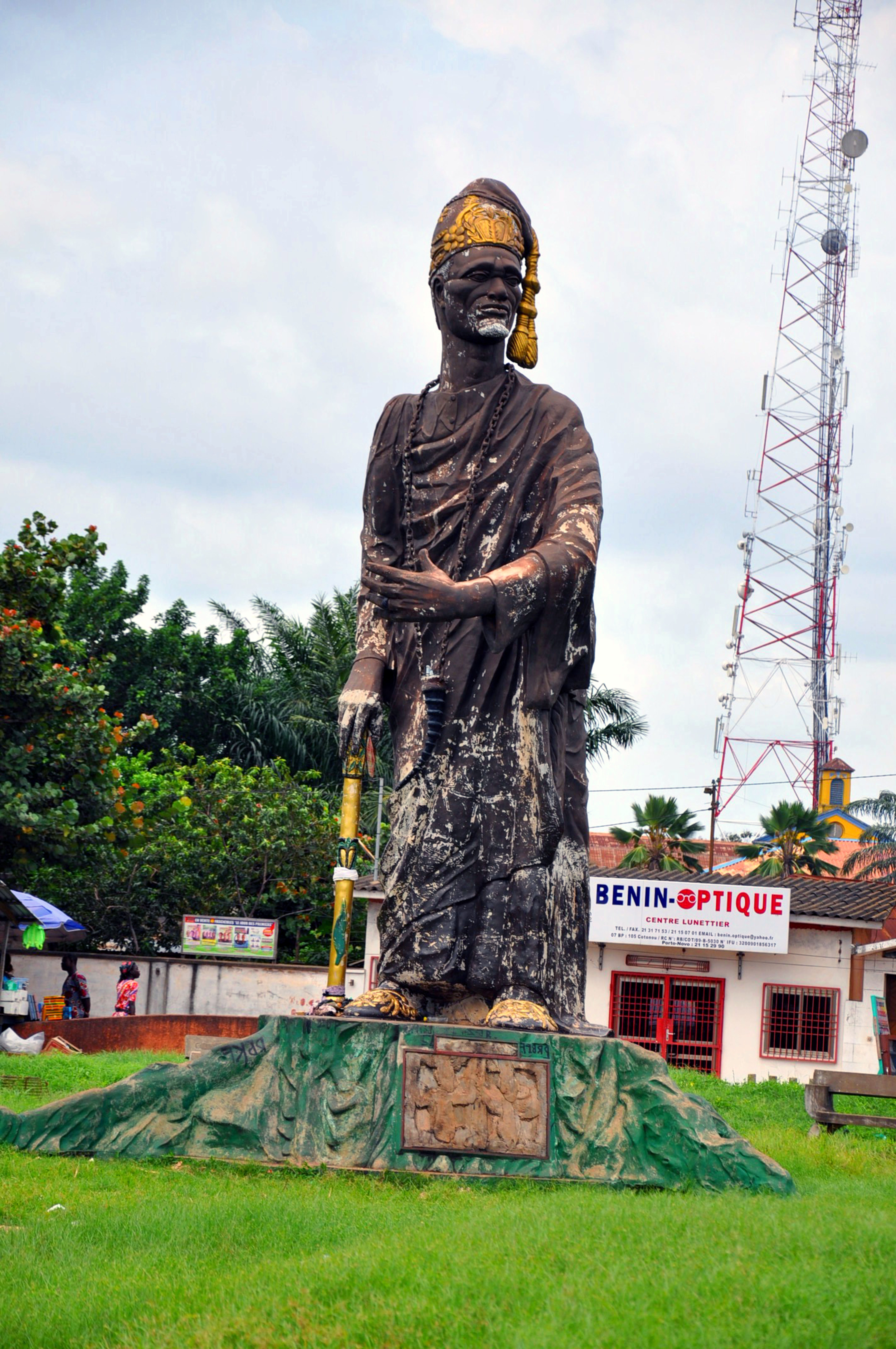
La statue du Roi Toffa 1^{er} à Porto-novo

| Noms                      | Règne                        |
| ------------------------- | ---------------------------- |
| Hufon                     | 1794 - 1807                  |
| Ajohan                    | 1807 - 1816                  |
| Tofa I                    | 1816 - 1818                  |
| Hweze                     | 1818 - 1828                  |
| Toyon                     | 1828 - 1836                  |
| Meyi                      | 1836 - 8 sept. 1848          |
| Soji                      | 8 sept. 1848 - 3 févr. 1864  |
| Mikpon                    | 11 févr. 1864 - 23 mai 1872  |
| Mesi II                   | 4 juin 1872 - 26 juin 1874   |
| Tofa II                   | 16 sept. 1874 - 7 févr. 1908 |
| Chefs supérieurs          |                              |
| Gbedisin Tof              | 10 févr. 1908 - 22 oct. 1913 |
| Huji                      | 1913 - 1929                  |
| Toli                      | 1929 - 1930                  |
| Gbehinto                  | 1930 - 1940                  |
| Gbeso Toyi                | 1941 - 194?                  |
| Alohinto Gbeffa           | 194? - 16 juil. 1976         |
| Kpotozoumè Dèh Hakpon III | - 7 février 2020             |

## Démographie
La ville de Porto-Novo dans ses limites administratives comptait 223 552 habitants lors du dernier recensement en 2002. Sa densité est de 1 985 hab./km2. Les moins de 19 ans représentent plus de la moitié de sa population. En 2010, il y avait 314 500 habitants.
| 1979    | 1992    | 2002    | 2013    |
| ------- | ------- | ------- | ------- |
| 133 168 | 179 138 | 223 552 | 264 320 |

| 2023    | - | - | - |
| ------- | - | - | - |
| 268 512 | - | - | - |

Porto-Novo, tout comme le Bénin dans son ensemble, est caractérisée par une grande diversité ethnique. Les Gun forment à seuls près 80 % de la population, le reste se partageant entre les Yorubas Aja, Toffin, Minas, Setto, Tori, Bariba, Dendi, Yoms, Lopa, Batammariba et Peul.
Il faut reconnaître que pour la plupart des Gouns du Bénin et du Nigeria, cette ville est souvent appelée la « Ville-Mère », celle de leur civilisation moderne même si nous ne pouvons pas oublier certaines origines d'Allada.
Une partie des habitants à un nom de famille d'origine portugaise, héritage de la colonisation portugaise. Cette population est difficile à estimer, car de nombreux habitants de la région, au cours de l'histoire se sont installés dans d'autres régions et villes du Bénin, comme aussi en d'autres régions des côtes du golfe de Guinée (dont le Nigeria). Les habitants descendant de ce groupe ne sont pas forcément des descendants de métis africains et portugais, mais ils sont surtout les descendants d'Africains convertis au christianisme par les Portugais, et ils sont le plus souvent catholiques. Porto-Novo est l'un des rares lieux du Golfe de Guinée (avec San Pedro en Côte d'Ivoire ou bien dans les ex colonies portugaises) qui ont conservé leurs noms portugais.
Certaines ethnies sont plus spécialisées dans certaines activités économiques, les Gun dans le transport ou l'agriculture, le commerce ; les Yoruba dans le commerce.

## Pratiques religieuses
Parmi les lieux de culte, il y a principalement des églises et des temples chrétiens : Diocèse de Porto-Novo (Église catholique), Église Protestante Méthodiste du Bénin (Conseil méthodiste mondial), Église du christianisme céleste, Union des Églises Baptistes du Bénin (Alliance baptiste mondiale), Living Faith Church Worldwide, Redeemed Christian Church of God, Assemblées de Dieu . Il y a aussi des mosquées, telles que la Grande Mosquée de Porto-Novo.

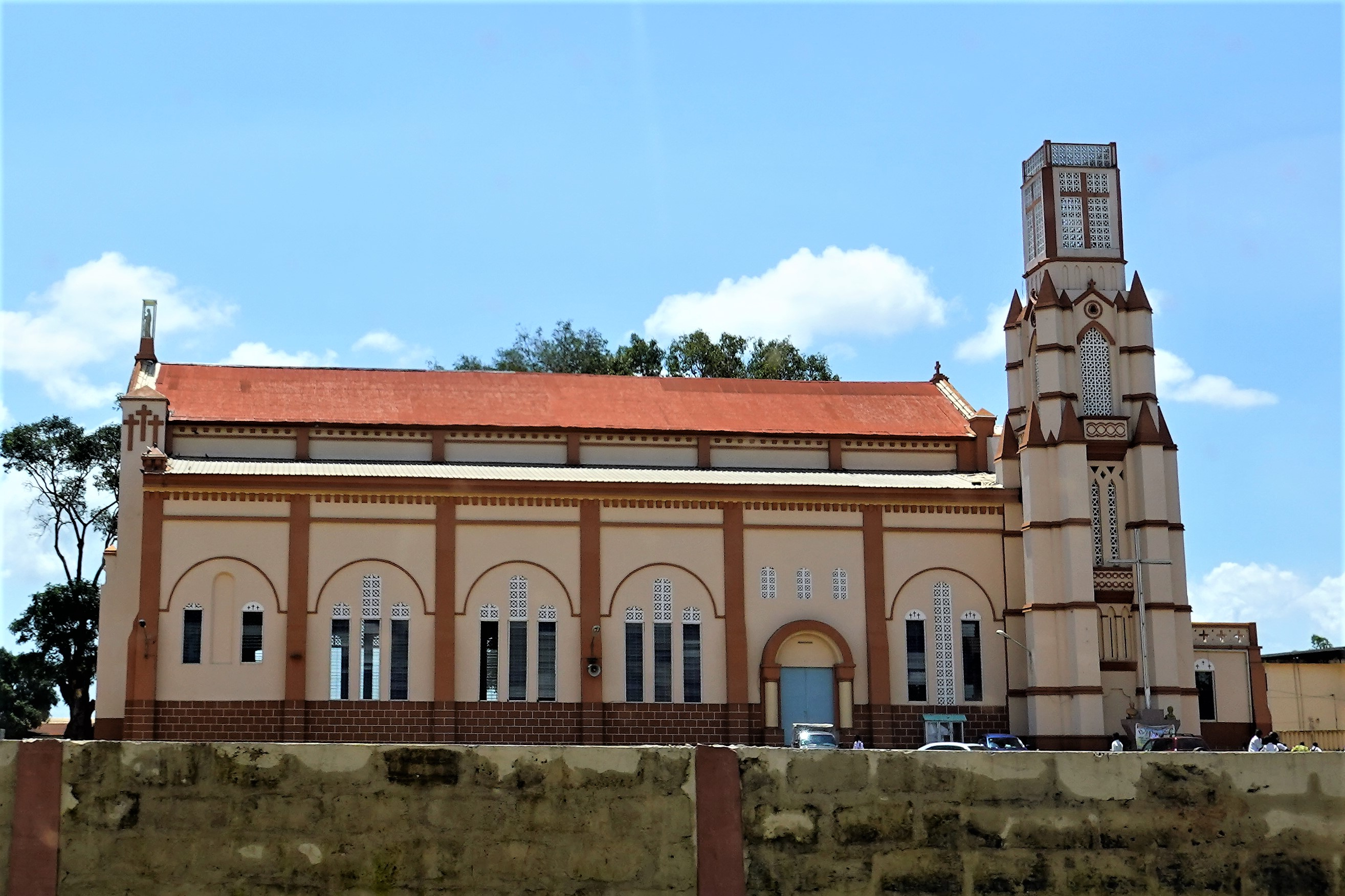
Cathédrale Notre-Dame-de-l'Immaculée-Conception.
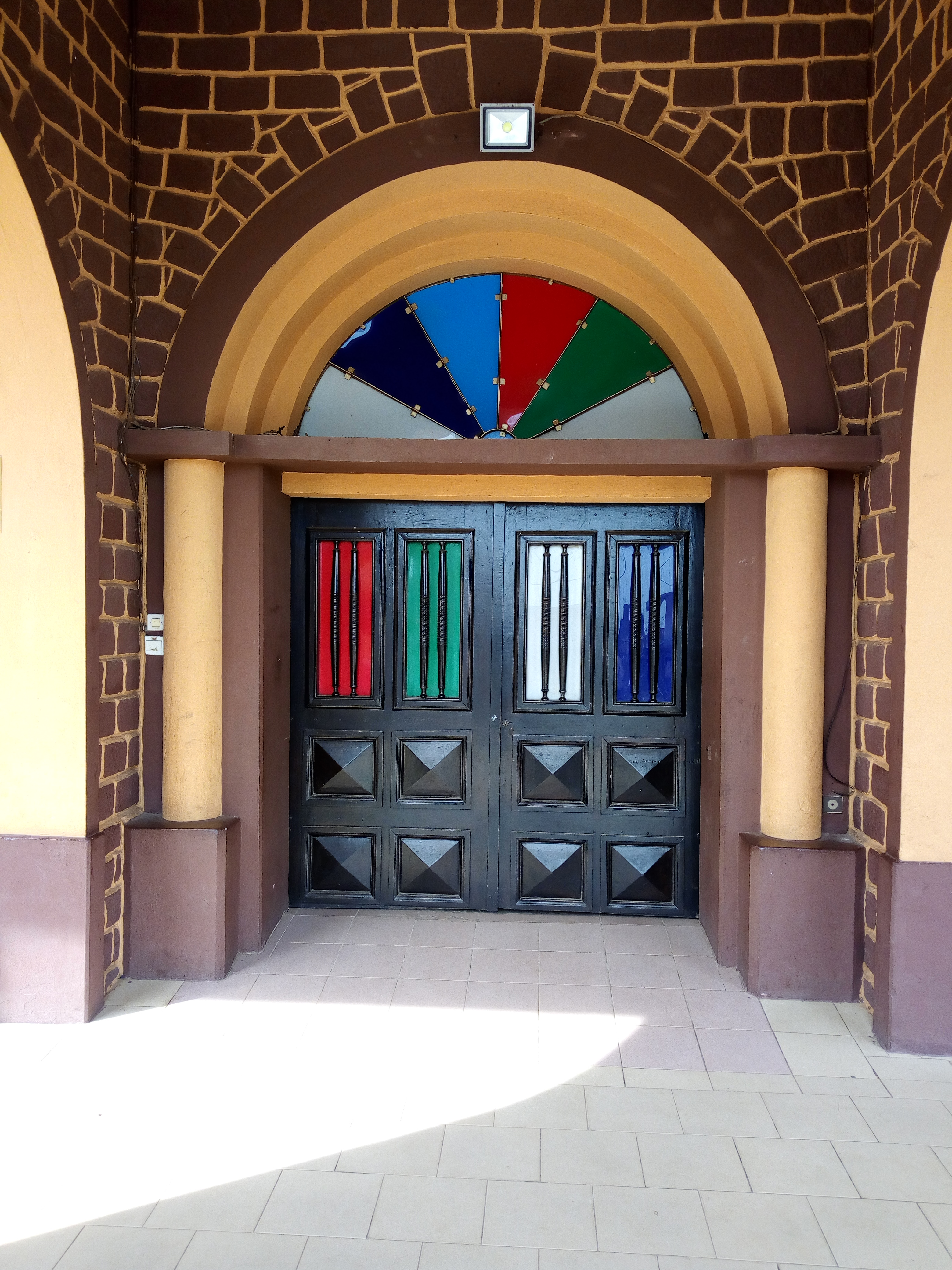
Église protestante méthodiste.
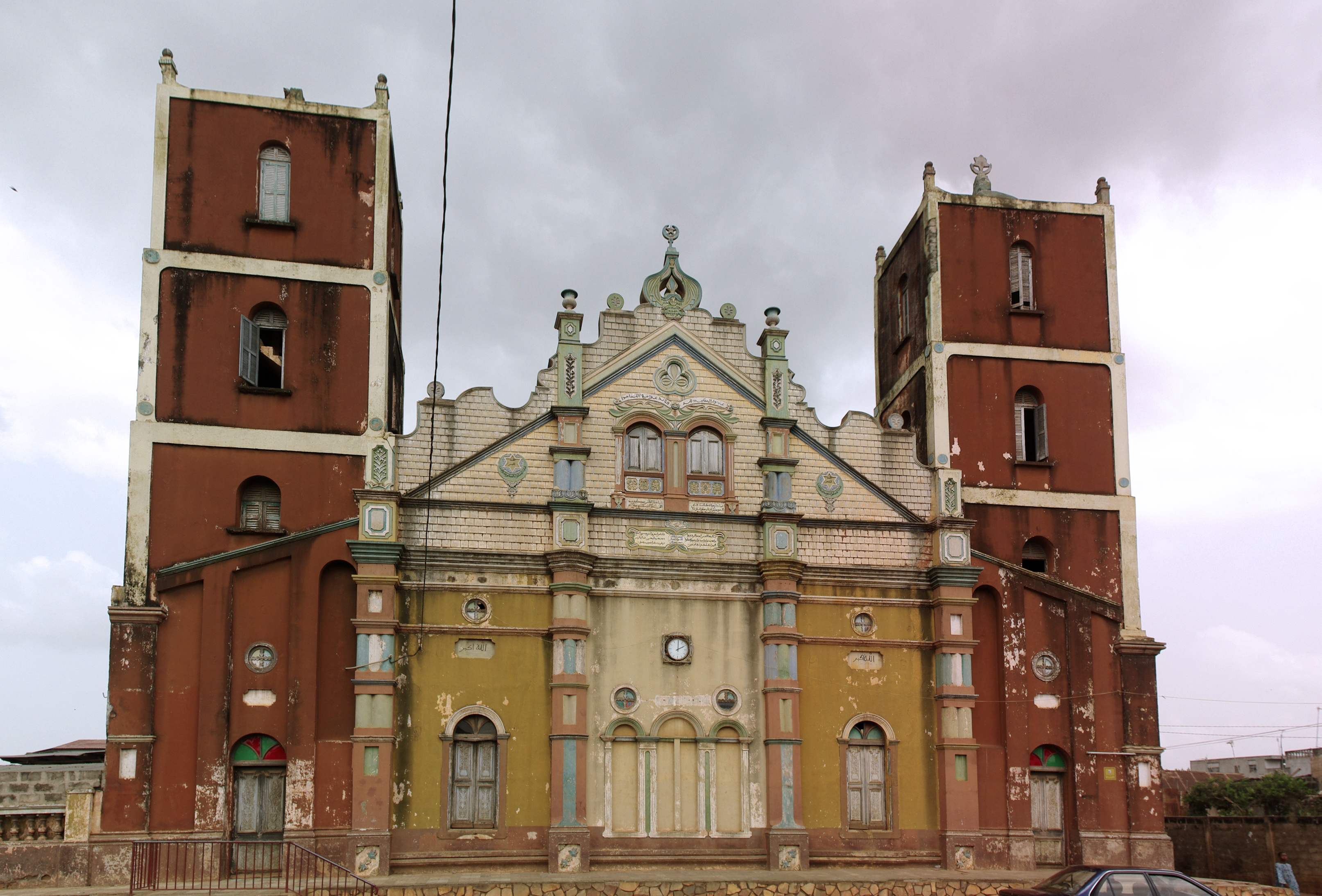
Grande mosquée.
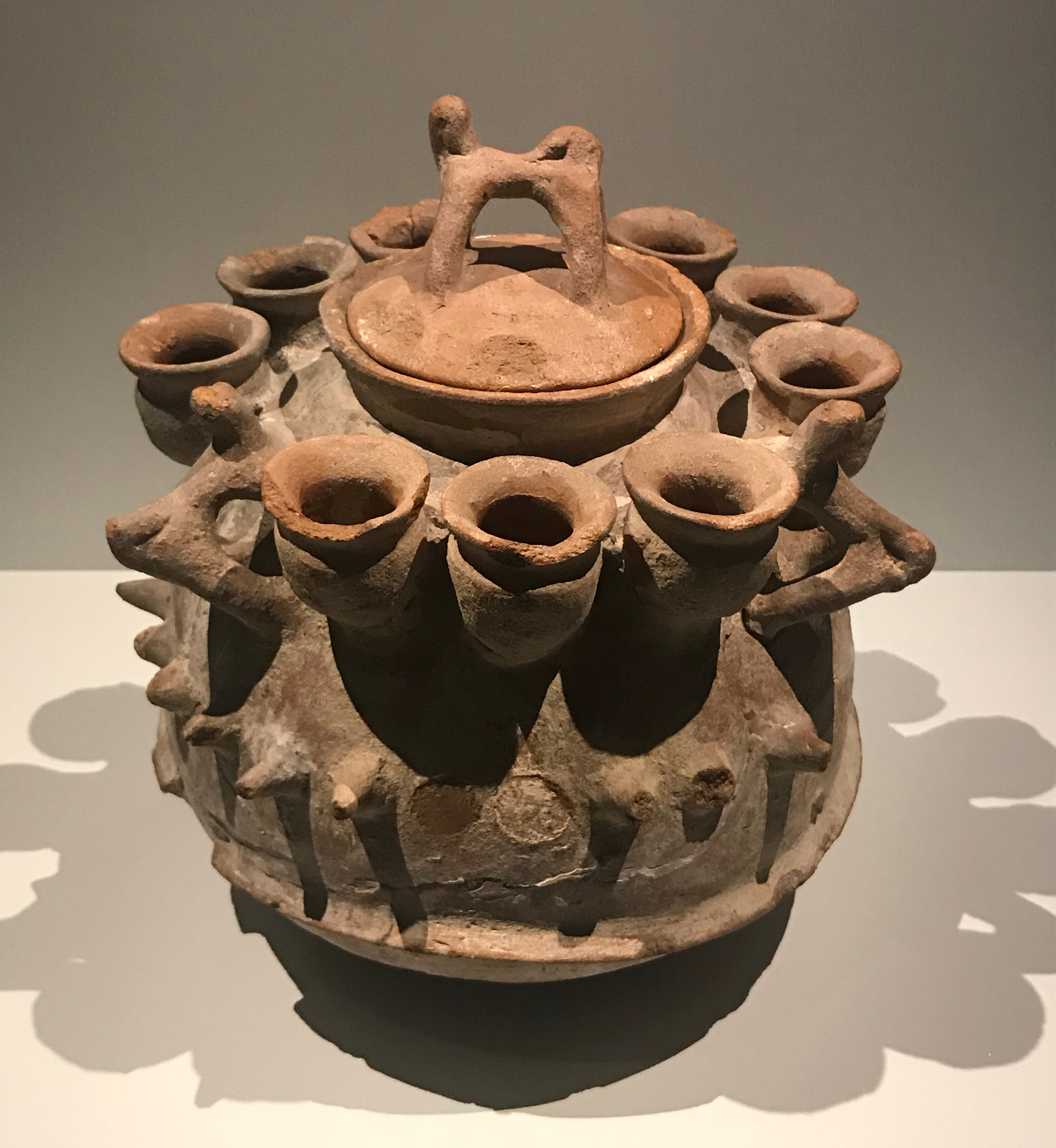
Marmite rituelle pour le culte de Mami Wata.

## Culture
Aujourd'hui, la ville essaie de reconstituer son passé grâce à ses trois musées, à savoir le musée ethnographique Alexandre Sènou Adande, le musée Honmè et le musée Da-Silva . Porto-Novo abrite la Bibliothèque nationale du Bénin.

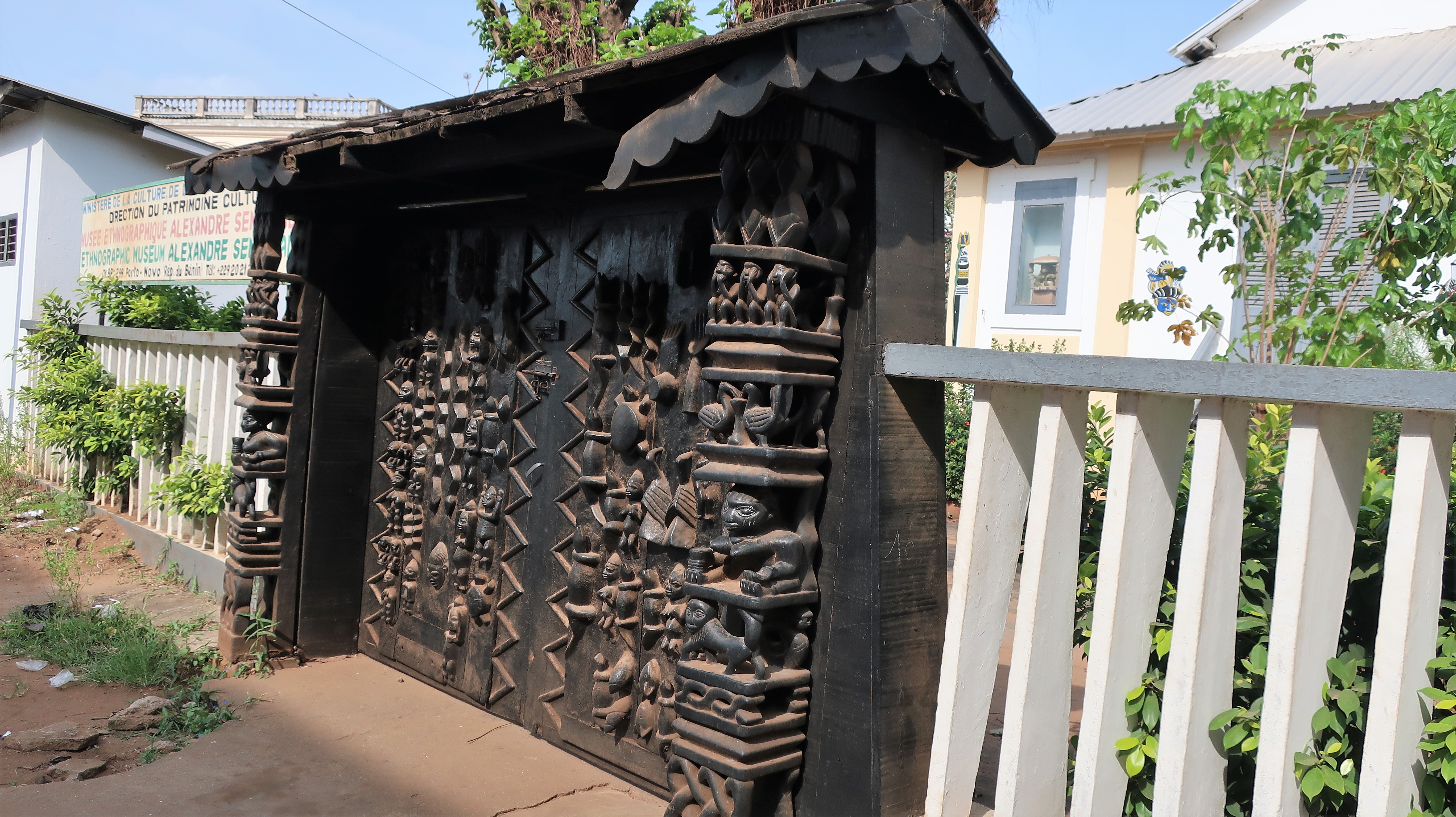
Musée ethnographique.
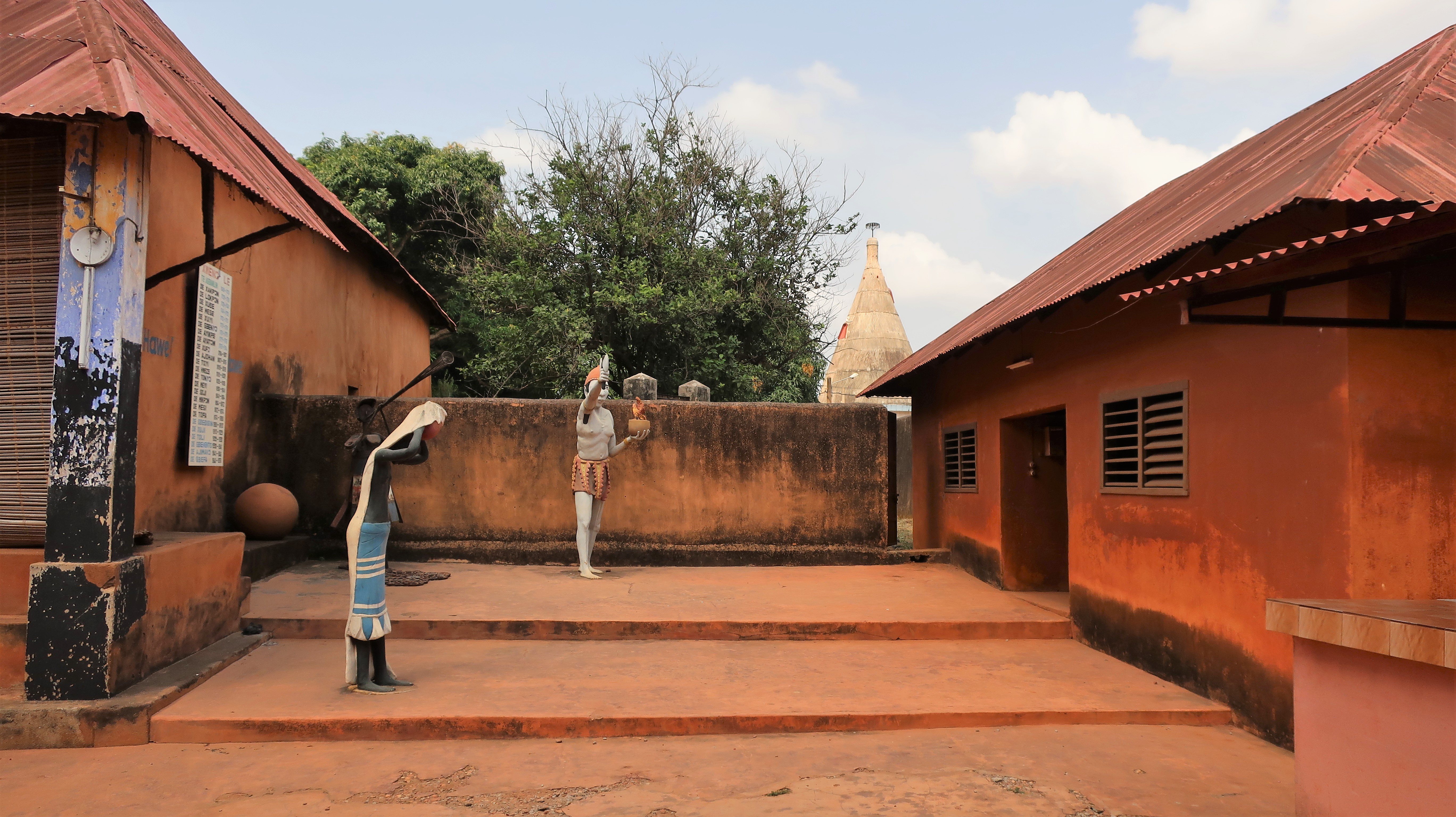
Musée Honmè.
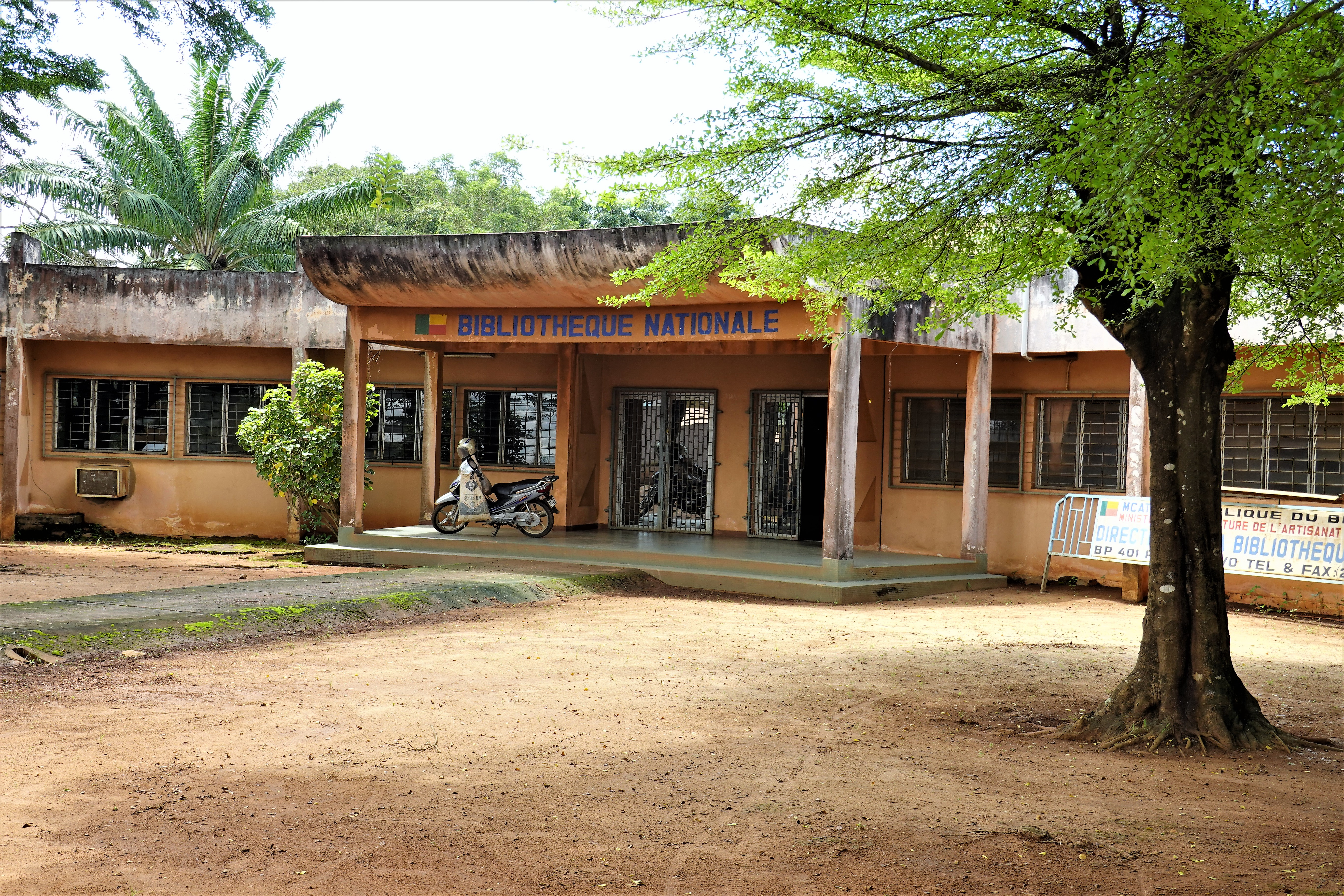
Bibliothèque nationale du Bénin.

Le festival international de Porto-Novo a été créé en 2017.

### Patrimoine urbain

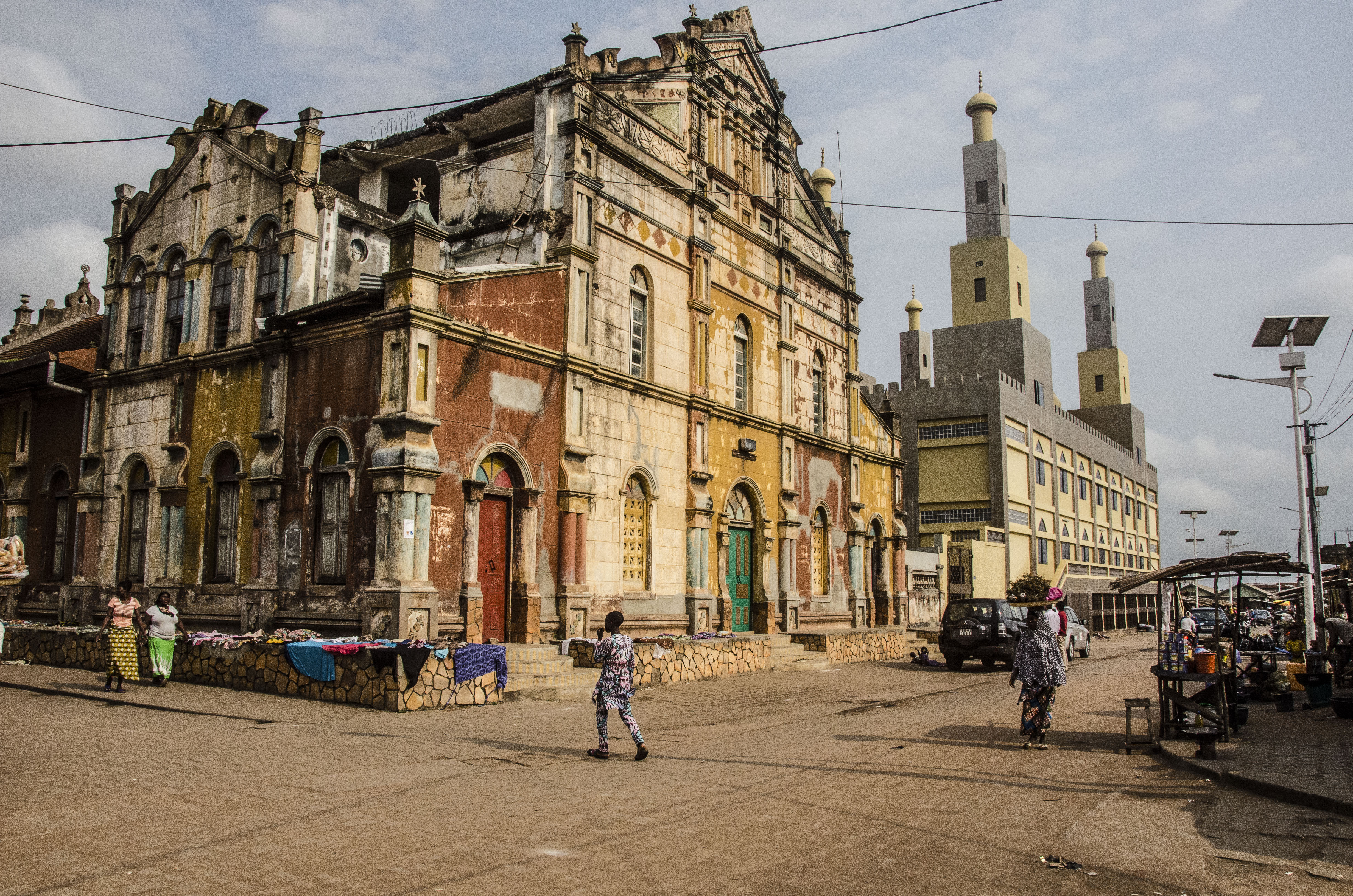
Influence architecturale.

Porto-Novo est une des capitales au patrimoine le mieux préservé. L'architecture y présente un style original avec des influences portugaise et française (notamment le palais des gouverneurs de Porto-Novo). Les arbres sacrés sont aussi un élément important de ce patrimoine.

## Économie et transports

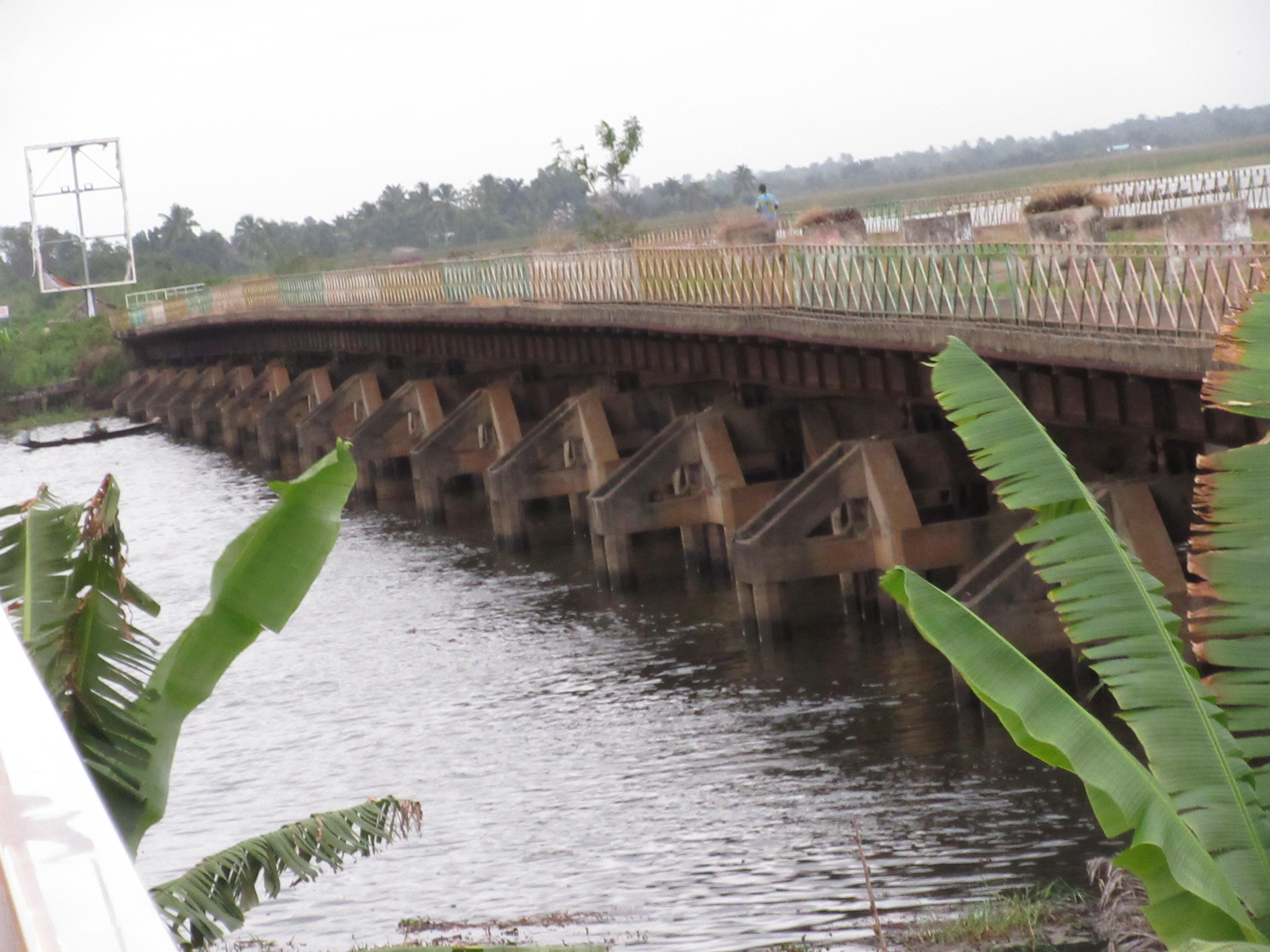
Ancien pont reliant Cotonou à Porto Novo.

La région autour de Porto-Novo produit de l'huile de palme, du coton et du Ceiba pentandra. La ville se reconnaît également par le marché Ouando , l'un des grands marchés du pays et de l'Afrique de l'Ouest.

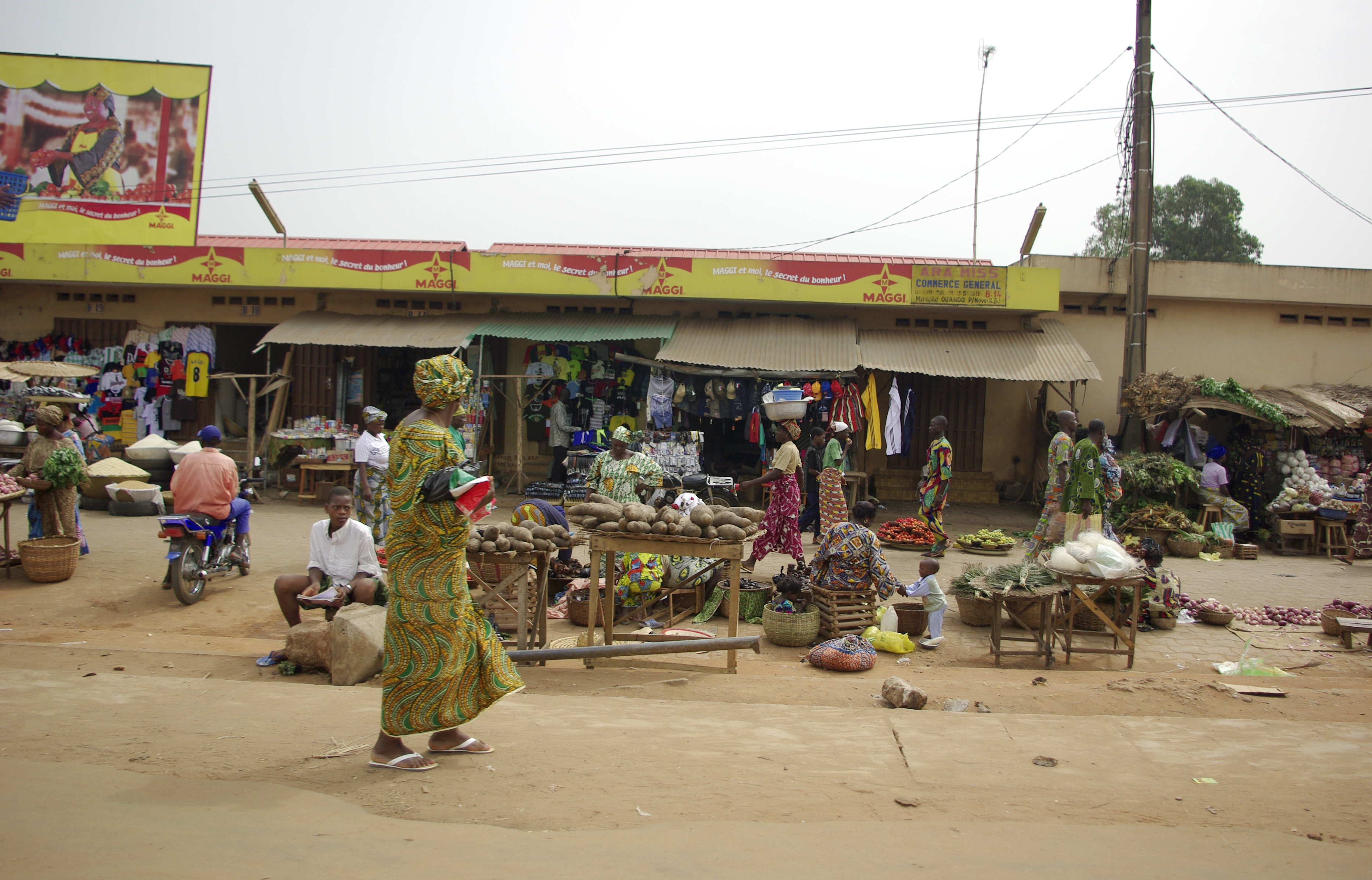
Marché Ouando.
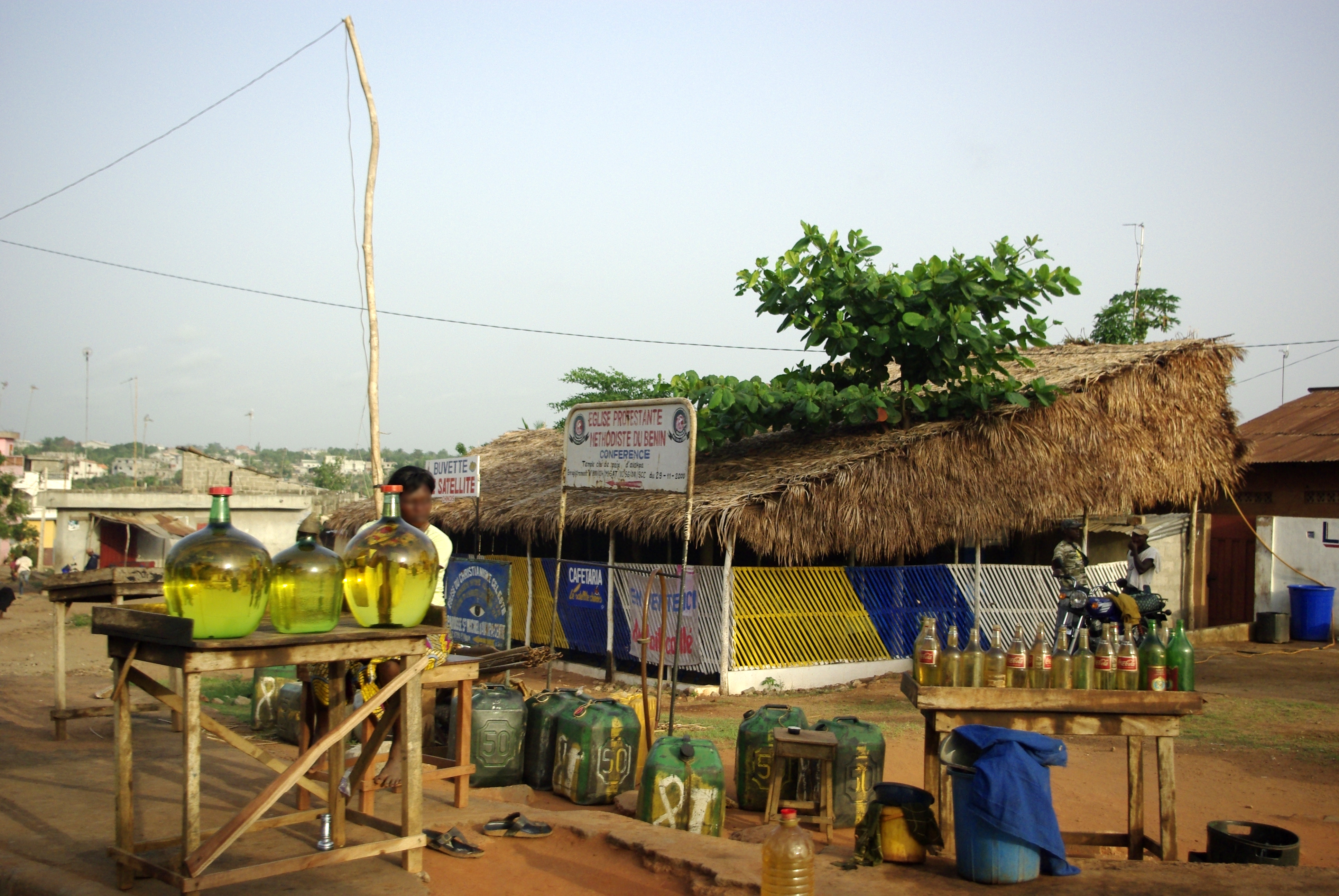
Vente de kpayo et d'huile.
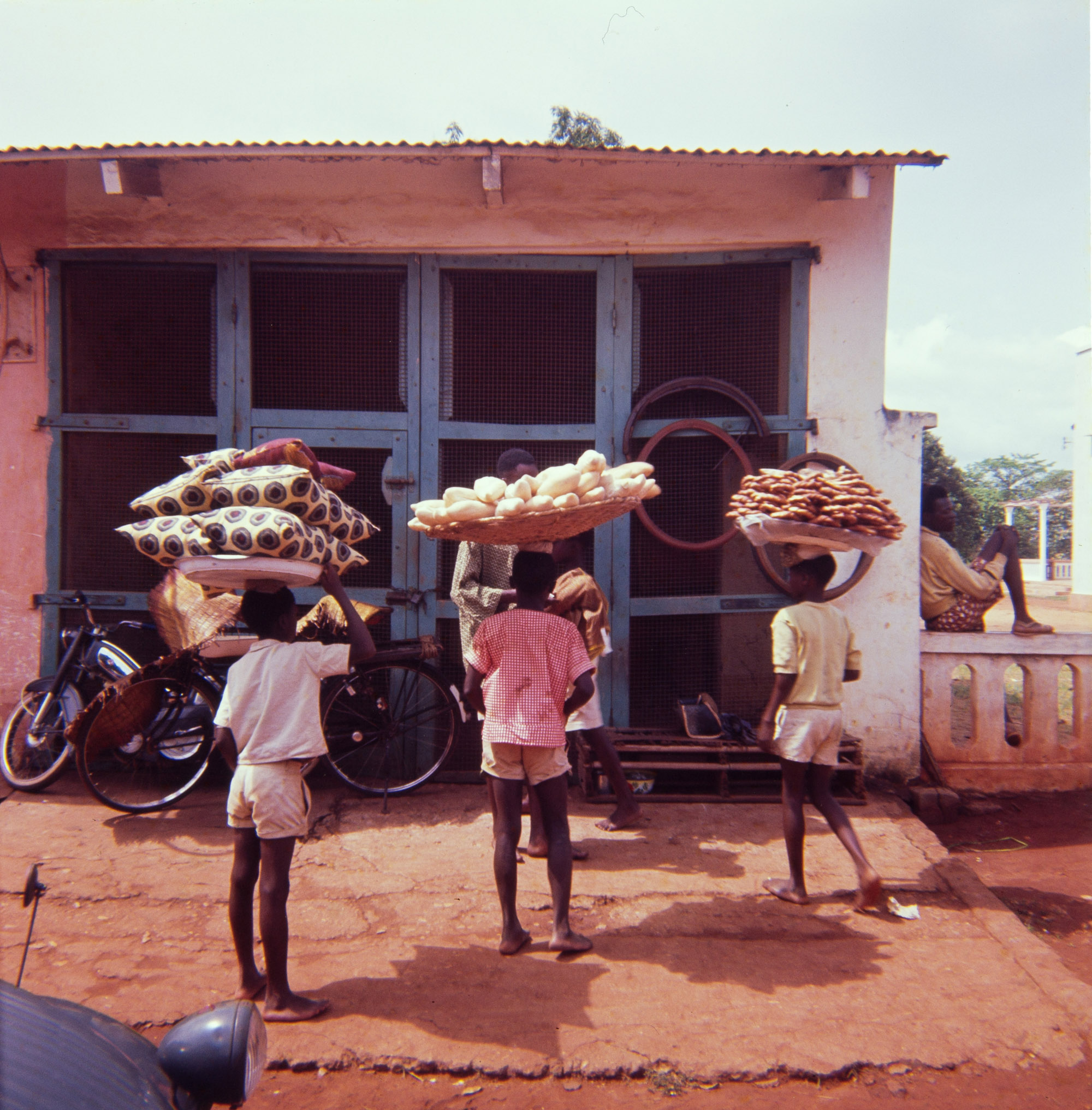
Jeunes vendeurs de rue.
- Route du centre-ville.

## Sport

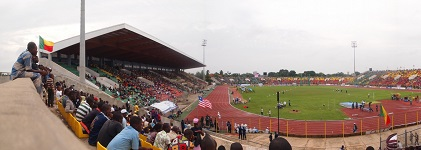
Stade Charles-de-Gaulle.

Porto-Novo est doté d'un stade d'une capacité de 15 000 places, le stade Charles-de-Gaulle.
L'Institut national de la jeunesse de l'éducation physique et du sport est basé à Porto-Novo.

## Personnalités nées à Porto-Novo
- Louis Hunkanrin (1886-1964), homme politique, écrivain, journaliste
- Marc Tovalou Quenum (1887-1936), avocat, écrivain et panafricaniste
- Paul Hazoumé (1890-1980), ethnologue, écrivain et homme politique
- Agoussi Wabi (1899-1941), compagnon de la Libération
- Albert Idohou (1902-1941), compagnon de la Libération
- Louis Ignacio-Pinto (1903-1983), homme politique et juge à la Cour internationale de justice de La Haye
- Samuel B. J. Oshoffa (1909-1985), fondateur de l'Église du christianisme céleste
- Sourou Migan Apithy (1913-1989), homme politique
- Solange Faladé (1925-2004), psychanalyste
- Paulin Soumanou Vieyra (1925-1987), cinéaste
- Albert Tévoédjrè (1929-2019), médiateur de la République
- Colette Sénami Agossou Houeto (1939-), poète et ministre béninoise
- Marcelline Aboh (1940-2017), actrice
- Jérôme Carlos (1944-), historien, écrivain et journaliste
- Noureini Tidjani-Serpos (1946-), écrivain et haut fonctionnaire
- Théodore Holo (1948-), juriste, universitaire et homme politique
- Adélaïde Fassinou (1955-), femme de lettres
- Agnès Agboton (1960-), femme de lettres
- Moudjib Djinadou (1965-), romancier et fonctionnaire international
- Patrick Lozès (1965-), homme politique et militant
- Miss Espoir (1980-), autrice-compositrice-interprète béninoise
- Anicet Adjamossi (1984-), footballeur
- Mathieu Edjekpan (1985-), footballeur
- Bio Aï Traore (1985-), footballeur
- Safradine Traore (1986-), footballeur
- Sinatou Saka (1991-), journaliste béninoise
- Frédéric Joël Aïvo (1973-), constitutionnaliste, professeur des universités et homme politique béninois.
- Romuald Hazoumè (1962-), artiste béninois.
- Janvier Dénagan (1967-2021), chanteur, percussionniste et compositeur allemand d'origine béninoise.

## Jumelages
- Jumelages et partenariats de Porto-Novo.| Ville | Ville             | Pays | Pays   | Période     |
| ----- | ----------------- | ---- | ------ | ----------- |
|       | Cergy-Pontoise    |      | France | depuis 1995 |
|       | Métropole de Lyon |      | France | depuis 2022 |

### Filmographie
- Porto Novo : ballet de cour des femmes du roi, film de Gilbert Rouget (avec des images filmées par Jean Rouch en 1969), CNRS audiovisuel, Meudon, 1996, 30 min (VHS)